# Gliwice Sośnica Towarowa
Gliwice Sośnica Towarowa – towarowa stacja kolejowa w Gliwicach, w dzielnicy Sośnica, w województwie śląskim, w Polsce. Została otwarta w 1888 roku przez KPEV.